# اسقف‌نشینی مقدونیه
اسقف‌نشینی مقدونیه (لاتین: Dioecesis Macedoniae; یونانی: Διοίκησις Μακεδονίας) یک اسقف‌نشینی در امپراتوری روم بود، که بخشی از فرمانداری پرایتوری ایلیریکوم را تشکیل می‌داد. مرکز اداری آن تسالونیکی بود.

## تاریخچه
واحد اسقف‌نشینی احتمالا در دوران کنستانتین بزرگ (حـ.۳۰۶-۳۳۷) تشکیل شده و با تقسیمات اسقف‌نشینی دیوکلسینی موئسیا آغاز شده است. این واحد شامل استان‌های مقدونیه، پریما، مقدونیه رومی، تسالیا، اپیروس قدیم، اپیروس نو، آخیا و کِرِت بود.